# 캉캉

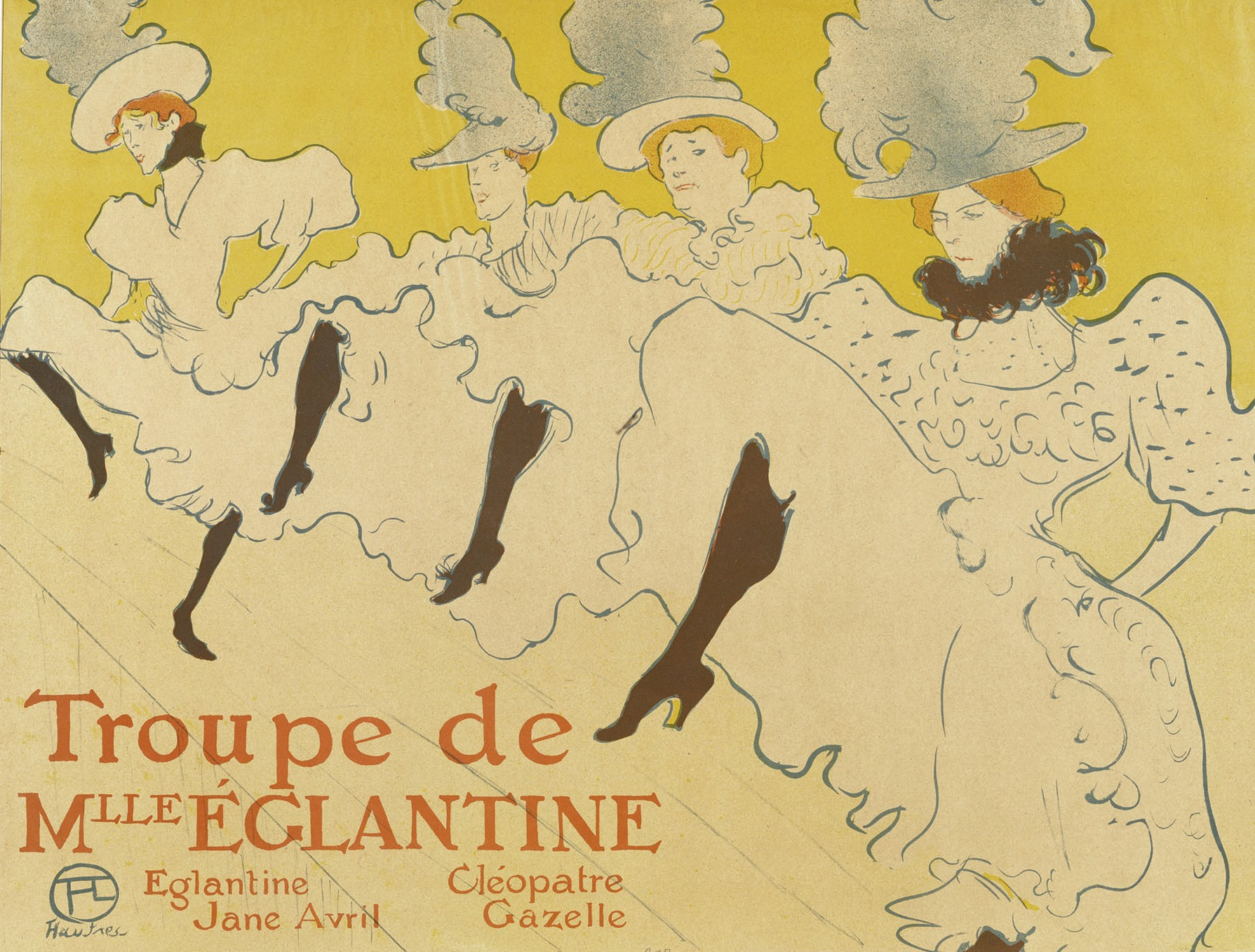
Toulouse-Lautrec Can-can

캉캉(영어: Can-can, 프랑스어: Cancan)은 1830년경부터 파리의 댄스홀에서 유행한 사교춤으로, 프랑스 제2제정시대의 대표적인 오페라 부파의 작곡가 자크 오펜바흐가 작곡하였다. 다른 이름으로 샤위(프랑스어: chahut)라고도 부른다. 처음에는 다리를 높이 차올리는 것이 특징인 서민적인 춤이었으나, 1845년경부터 카지노나 뮤지컬의 쇼에 등장하여 물랭루주를 근거로 파리의 명물이 되었다. 1928년 파리의 발 타바랭이 재개되어 춤에 새로운 바람이 일고부터는 프렌치 캉캉이란 이름으로 알려지게 되었다. 주름이 많이 잡힌 치마의 치마깃을 들어올리고, 검은 스타킹을 신은 다리를 높이 차올리며 추는 빠른 템포의 춤으로 하이 킥 외에 한쪽 무릎을 들고 다리를 빙글빙글 돌리는 율동과, 한쪽 다리를 수직으로 올리고 한 손으로 복사뼈를 잡고, 나머지 한쪽 다리로 선회하는 동작과, 대차륜, 높이 뛰어올랐다가 두 다리를 직선으로 벌리고 착지하는 등 5가지 기예가 특기이다. 음악에서는 오펜바흐의 곡, 대중문화에서는 영화 《물랑 루즈》, 《프렌치 캉캉》 등으로 잘 알려져 있다.